# Olios oberzelleri
Olios oberzelleri är en spindelart som beskrevs av Kritscher 1966. Olios oberzelleri ingår i släktet Olios och familjen jättekrabbspindlar.
Artens utbredningsområde är Nya Kaledonien. Inga underarter finns listade i Catalogue of Life.